# サム・ケイン
サム・ケイン（Sam Cane、1992年1月13日 - ）は、ジャパンラグビーリーグワン東京サントリーサンゴリアスに所属するラグビーユニオン選手。

## プロフィール
- ニュージーランド・ロトルア出身[1]。
- ポジションはフランカー(FL)。
- 身長 189 cm、体重 108 kg[2]
- U20ニュージーランド代表に選ばれたことがある[3]。
- ワールドカップ2015・ワールドカップ2019・ワールドカップ2023のニュージーランド代表に選ばれ[4][5]、2023大会はキャプテンを務めた[6][7]。

## 略歴
ベイ・オブ・プレンティを経て、2011年、チーフスに加入。
2012年6月、オールブラックス（ニュージーランド代表）に選出されアイルランド戦で初キャップ獲得。
2016年、チーフスの主将に就任した。
2020年、オールブラックス（ニュージーランド代表）のキャプテンに就任し、以後、ワールドカップ2023ほか27試合でキャプテンを務めた。
2023年、オールブラックス規定による「北半球で1シーズンをプレイする」ための休暇制度（サバティカル）を利用し、東京サントリーサンゴリアスに参加。
2023年12月10日に行われたJAPAN RUGBY LEAGUE ONE第1節スピアーズ船橋・東京ベイ戦にて先発出場でリーグワン公式戦初出場を果たした。
2024年5月13日、オールブラックス（国代表）としての活動は2024年限りで引退することを表明。東京サントリーサンゴリアスと新たに3年契約を結んだ。2024年内は、オールブラックスに選出される資格を持つ。